# 都会区 (葡萄牙)
都会区（葡萄牙語：área metropolitana）是葡萄牙的行政区划，与城际共同体同为城际实体（entidade intermunicipal）。自2013年地方政府改革以来，葡萄牙现存两个都会区：里斯本都会区和波尔图都会区，二者成立于1991年。2003年通过的一项法律支持建立更多的都会区，条件是这些大都市区至少由9个市镇组成，并且至少有35万居民。根据这项法律，又成立了数个都会区（阿尔加维、阿威罗、科英布拉、米尼奥和维塞乌），但2008年通过的一项法律取消了这些都会区，将它们改建为城际共同体。

## 列表
当前的都会区为：
- 里斯本都会区 (Área Metropolitana de Lisboa)
- 波尔图都会区 (Área Metropolitana do Porto)